# Spanje op de Olympische Winterspelen 1988
Tijdens de Olympische Winterspelen van 1988, die in Calgary (Canada) werden gehouden, nam Spanje voor de twaalfde keer deel.

## Deelnemers en resultaten

### Alpineskiën
| Olympiër               | Discipline       | Resultaat | Prestatie                        |
| ---------------------- | ---------------- | --------- | -------------------------------- |
| Delfin Campo           | super g (m)      | dnf       | opgave                           |
| Delfin Campo           | reuzenslalom (m) | 39e       | 2.20,18 (+13,81) 1.11,68+1.08,50 |
| Delfin Campo           | slalom (m)       | dnf-1     | opgave run 1                     |
| Luis Fernández Ochoa   | super g (m)      | dnf       | opgave                           |
| Luis Fernández Ochoa   | reuzenslalom (m) | dnf-1     | opgave run 1                     |
| Luis Fernández Ochoa   | slalom (m)       | 18e       | 1.50,03 (+10,56) 56,85+53,18     |
| Jorge Pujol            | super g (m)      | 36e       | 1.49,33 (+9,67)                  |
| Jorge Pujol            | reuzenslalom (m) | 37e       | 2.19,47 (+13,10) 1.11,31+1.08,16 |
| Jorge Pujol            | slalom (m)       | dnf-1     | opgave run 1                     |
|                        |                  |           |                                  |
| Blanca Fernández Ochoa | super g (v)      | 21e       | 1.22,04 (+3,01)                  |
| Blanca Fernández Ochoa | reuzenslalom (v) | dnf-2     | opgave run 2 59,68+dnf           |
| Blanca Fernández Ochoa | slalom (v)       | 5e        | 1.39,44 (+2,75) 49,89+49,55      |
| Ainhoa Ibarra          | super g (v)      | 33e       | 1.24,70 (+5,67)                  |
| Ainhoa Ibarra          | reuzenslalom (v) | dnf-1     | opgave run 1                     |
| Eva Moga               | reuzenslalom (v) | dnf-1     | opgave run 1                     |
| Eva Moga               | slalom (v)       | dnf-2     | opgave run 2 52,79+dnf           |

### Kunstrijden
| Olympiër     | Discipline | Resultaat | Prestatie                                                        |
| ------------ | ---------- | --------- | ---------------------------------------------------------------- |
| Yvonne Gómez | vrouwen    | 18e       | 34,8 punten (verpl. figuren: 17 - korte kür: 19 - lange kür: 17) |

### Langlaufen
| Olympiër     | Discipline            | Resultaat | Prestatie            |
| ------------ | --------------------- | --------- | -------------------- |
| José Giro    | 15 km klassiek (m)    | 63e       | 48.54,2 (+7.35,3)    |
| José Giro    | 30 km klassiek (m)    | 59e       | 1:38.01,5 (+13.35,2) |
| José Giro    | 50 km vrije stijl (m) | 58e       | 2:27.05,8 (+22.34,9) |
| Jordi Ribó   | 15 km klassiek (m)    | 61e       | 48.40,7 (+7.21,8)    |
| Jordi Ribó   | 30 km klassiek (m)    | dnf       | opgave               |
| Jordi Ribó   | 50 km vrije stijl (m) | 53e       | 2:24.10,4 (+19.39,5) |
|              |                       |           |                      |
| Piroska Abos | 5 km klassiek (v)     | 49e       | 17.41,6 (+2.37,6)    |
| Piroska Abos | 10 km klassiek (v)    | 46e       | 35.17,8 (+5.09,5)    |
| Piroska Abos | 20 km vrije stijl (v) | 49e       | 1:07.33,1 (+11.39,5) |

### Rodelen
| Olympiër     | Discipline | Resultaat | Prestatie                                             |
| ------------ | ---------- | --------- | ----------------------------------------------------- |
| Pablo García | mannen     | 29e       | 3.13,478 (+7,930) (48,702 / 47,953 / 48,708 / 48,115) |

### Schansspringen
| Olympiër    | Discipline                     | Resultaat | Prestatie                                        |
| ----------- | ------------------------------ | --------- | ------------------------------------------------ |
| Bernat Sola | normale schans individueel (m) | 57e       | 140,4 punten 73,2 p. (71,0 m) + 67,2 p. (68,5 m) |
| Bernat Sola | grote schans individueel (m)   | 51e       | 139,3 punten 78,5 p. (96,5 m) + 60,8 p. (86,0 m) |

Amerikaanse Maagdeneilanden · Andorra · Argentinië · Australië · België · Bolivia · Bondsrepubliek Duitsland · Bulgarije · Canada · Chili · China · Chinees Taipei · Costa Rica · Cyprus · Denemarken · Duitse Democratische Republiek · Fiji · Filipijnen · Finland · Frankrijk · Griekenland · Groot-Brittannië · Guam · Guatemala · Hongarije · IJsland · India · Italië · Jamaica · Japan · Joegoslavië · Libanon · Liechtenstein · Luxemburg · Marokko · Mexico · Monaco · Mongolië · Nederland · Nederlandse Antillen · Nieuw-Zeeland · Noord-Korea · Noorwegen · Oostenrijk · Polen · Portugal · Puerto Rico · Roemenië · San Marino · Sovjet-Unie · Spanje · Tsjecho-Slowakije · Turkije · Verenigde Staten · Zuid-Korea · Zweden · Zwitserland